# Creysse (Dordogne)
Pour les articles homonymes, voir Creysse.
Creysse est une commune française située dans le département de la Dordogne, en région Nouvelle-Aquitaine.

## Géographie

### Généralités
En Bergeracois, dans l'unité urbaine de Bergerac et dans son aire d'attraction, la commune de Creysse prolonge la ville de Bergerac à l'est. Elle est située en rive droite de la Dordogne.
Le bourg de Creysse, traversé par la route départementale (RD) 660, est situé en distances orthodromiques, six kilomètres et demi à l'est du centre-ville de Bergerac et quatorze kilomètres à l'ouest-nord-ouest de Lalinde.
La commune est également desservie par la RD 32 ainsi que, depuis 2010, par la route nationale 21 (déviation est de Bergerac).
L'essentiel de la ville est constitué par le bourg s'étirant dans la petite vallée coincée entre la Dordogne au sud et la colline calcaire au nord. Une forêt composée d'acacias, de châtaigniers et de chênes constitue une bonne partie du paysage de la commune. De larges quartiers pavillonnaires et HLM de plain-pied sont situés sur la colline qui culmine en moyenne à 80 mètres au-dessus de la vallée de la Dordogne. L'ouest de la ville est parcouru de vignes appartenant au vignoble de Pécharmant, pas loin de son château, le château de Tiregand. En marge, en direction de Bergerac, se situe une zone commerciale et industrielle très active, surtout depuis la mise en service du contournement est de Bergerac.

### Communes limitrophes
Creysse est limitrophe de six autres communes dont Mouleydier au sud-est sur 350 mètres.
Au nord-est, le territoire de Lamonzie-Montastruc n'est distant que de 120 mètres
|          | Lembras       |                                   |
| Bergerac | Creysse       | Saint-Sauveur                     |
|          | Cours-de-Pile | Mouleydier, Saint-Germain-et-Mons |

### Géologie et relief

#### Géologie
Situé sur la plaque nord du Bassin aquitain et bordé à son extrémité nord-est par une frange du Massif central, le département de la Dordogne présente une grande diversité géologique. Les terrains sont disposés en profondeur en strates régulières, témoins d'une sédimentation sur cette ancienne plate-forme marine. Le département peut ainsi être découpé sur le plan géologique en quatre gradins différenciés selon leur âge géologique. Creysse est située dans le quatrième gradin à partir du nord-est, un plateau formé de dépôts siliceux-gréseux et de calcaires lacustres de l'ère tertiaire.
Les couches affleurantes sur le territoire communal sont constituées de formations superficielles du Quaternaire et de roches sédimentaires datant pour certaines du Cénozoïque, et pour d'autres du Mésozoïque. La formation la plus ancienne, notée c5e, date du Campanien 5, des calcaires bioclastiques jaunâtres à rudistes, orbitoides media, Larrazetia, calcaires gréseux jaunes à grands silex versicolores, lumachelles à huîtres. La formation la plus récente, notée CFp, fait partie des formations superficielles de type colluvions indifférenciées de versant, de vallon et plateaux issues d'alluvions, molasses, altérites. Le descriptif de ces couches est détaillé dans  la feuille « no 806 - Bergerac » de la carte géologique au 1/50 000 de la France métropolitaine, et sa notice associée.

Carte géologique de Creysse.

#### Relief et paysages
Le département de la Dordogne se présente comme un vaste plateau incliné du nord-est (491 m, à la forêt de Vieillecour dans le Nontronnais, à Saint-Pierre-de-Frugie) au sud-ouest (2 m à Lamothe-Montravel). L'altitude du territoire communal varie quant à elle entre 17 m au sud-ouest, là où la Dordogne quitte la commune et entre sur celle de Bergerac, et 126 m au nord, à proximité du château d'eau au lieu-dit la Borde.
Dans le cadre de la Convention européenne du paysage entrée en vigueur en France le 1er juillet 2006, renforcée par la loi du 8 août 2016 pour la reconquête de la biodiversité, de la nature et des paysages, un atlas des paysages de la Dordogne a été élaboré sous maîtrise d’ouvrage de l’État et publié en octobre 2020. Les paysages du département s'organisent en huit unités paysagères et 14 sous-unités. La commune est dans le Bergeracois, une région naturelle présentant un relief contrasté, avec les deux grandes vallées de la Dordogne et du Dropt séparées par un plateau plus ou moins vallonné, dont la pente générale s’incline doucement d’est en ouest. Ce territoire offre des paysages ouverts qui tranchent avec les paysages périgourdins. Il est composé de vignes, vergers et cultures,.
La superficie cadastrale de la commune publiée par l'Insee, qui sert de référence dans toutes les statistiques, est de 11,02 km2,,. La superficie géographique, issue de la BD Topo, composante du Référentiel à grande échelle produit par l'IGN, est quant à elle de 11,08 km2.

### Hydrographie

#### Réseau hydrographique
La commune est située dans le bassin de la Dordogne au sein du Bassin Adour-Garonne. Elle est drainée par la Dordogne, le Caudeau et par divers petits cours d'eau, qui constituent un réseau hydrographique de 14,5 km de longueur totale,.
La Dordogne, d'une longueur totale de 483,1 km, prend naissance sur les flancs du puy de Sancy (1 885 m), dans la chaîne des monts Dore, traverse six départements dont la Dordogne dans sa partie sud, et conflue avec la Garonne à Bayon-sur-Gironde, pour former l'estuaire de la Gironde,. Elle matérialise la limite communale sud sur quatre kilomètres et demi, face à Saint-Germain-et-Mons et Cours-de-Pile.
Le Caudeau, d'une longueur totale de 38,47 km, prend sa source dans la commune de Veyrines-de-Vergt et se jette dans la Dordogne en rive droite à Bergerac, juste en aval du barrage de Bergerac. Il arrose le territoire communal au nord sur plus de deux kilomètres et demi, dont la majeure partie sert de limite naturelle face à Lembras.

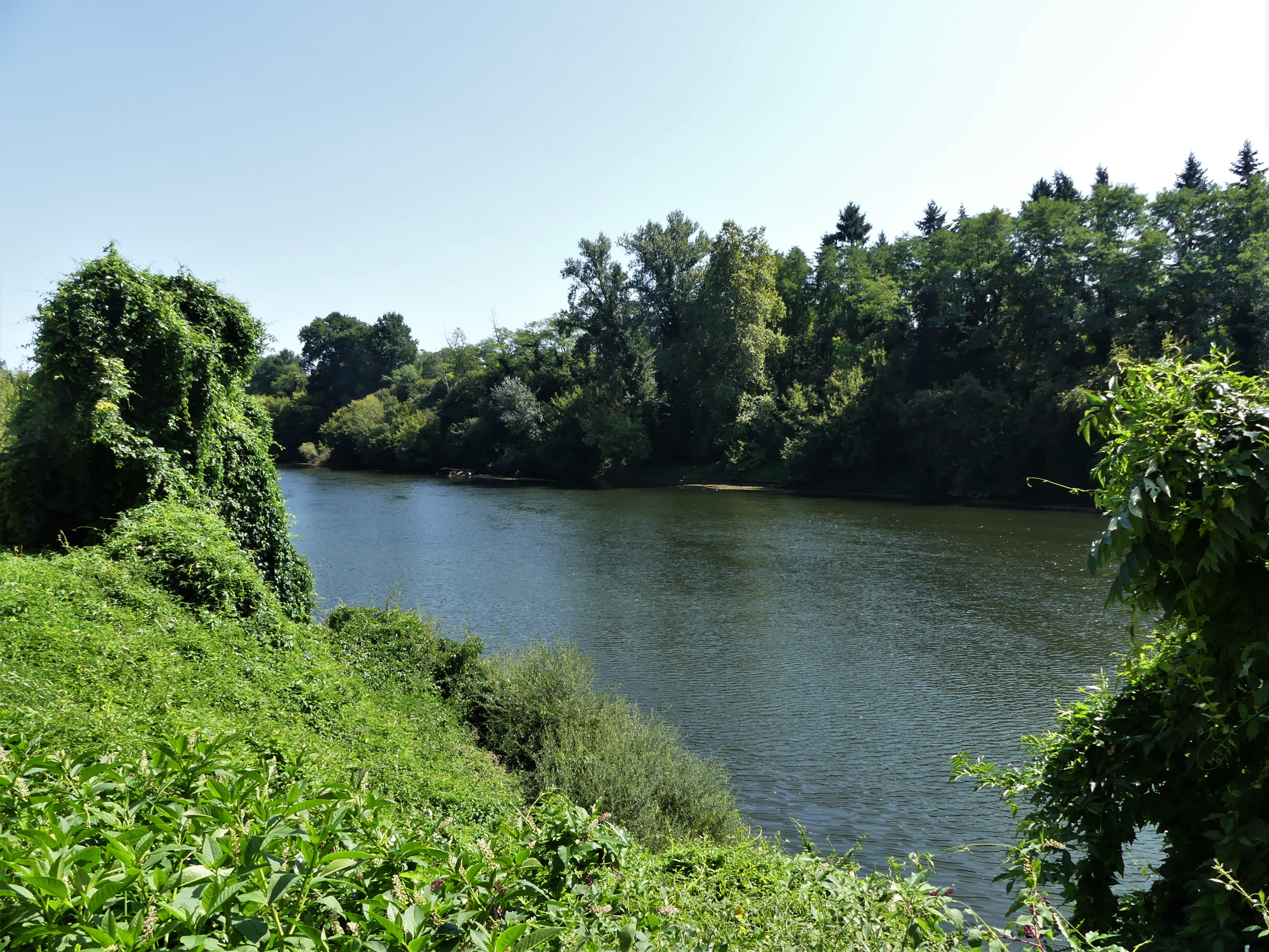
La Dordogne à Creysse, avec Cours-de-Pile en rive opposée.
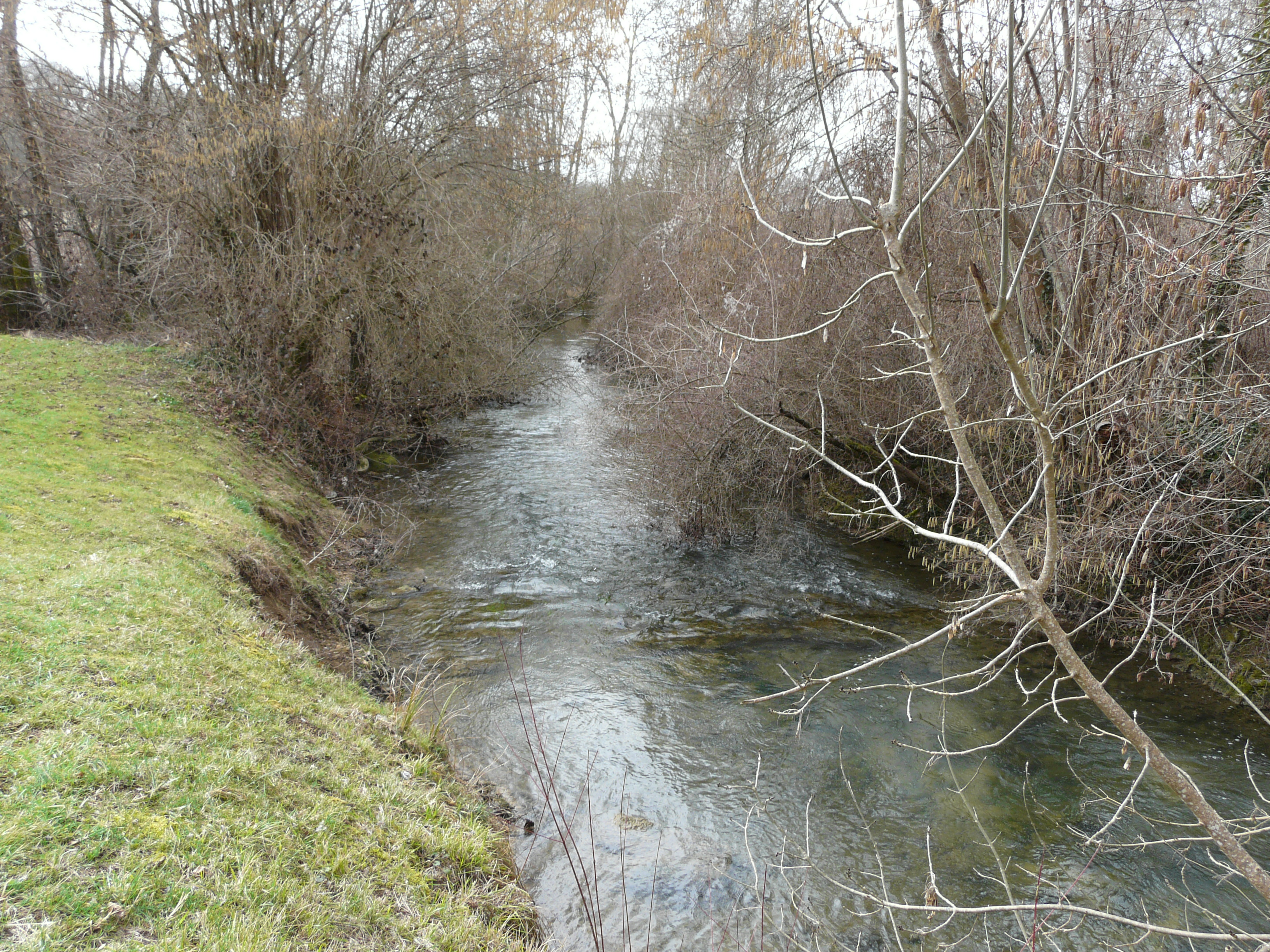
Le Caudeau en limites de Creysse (à gauche) et Lembras.
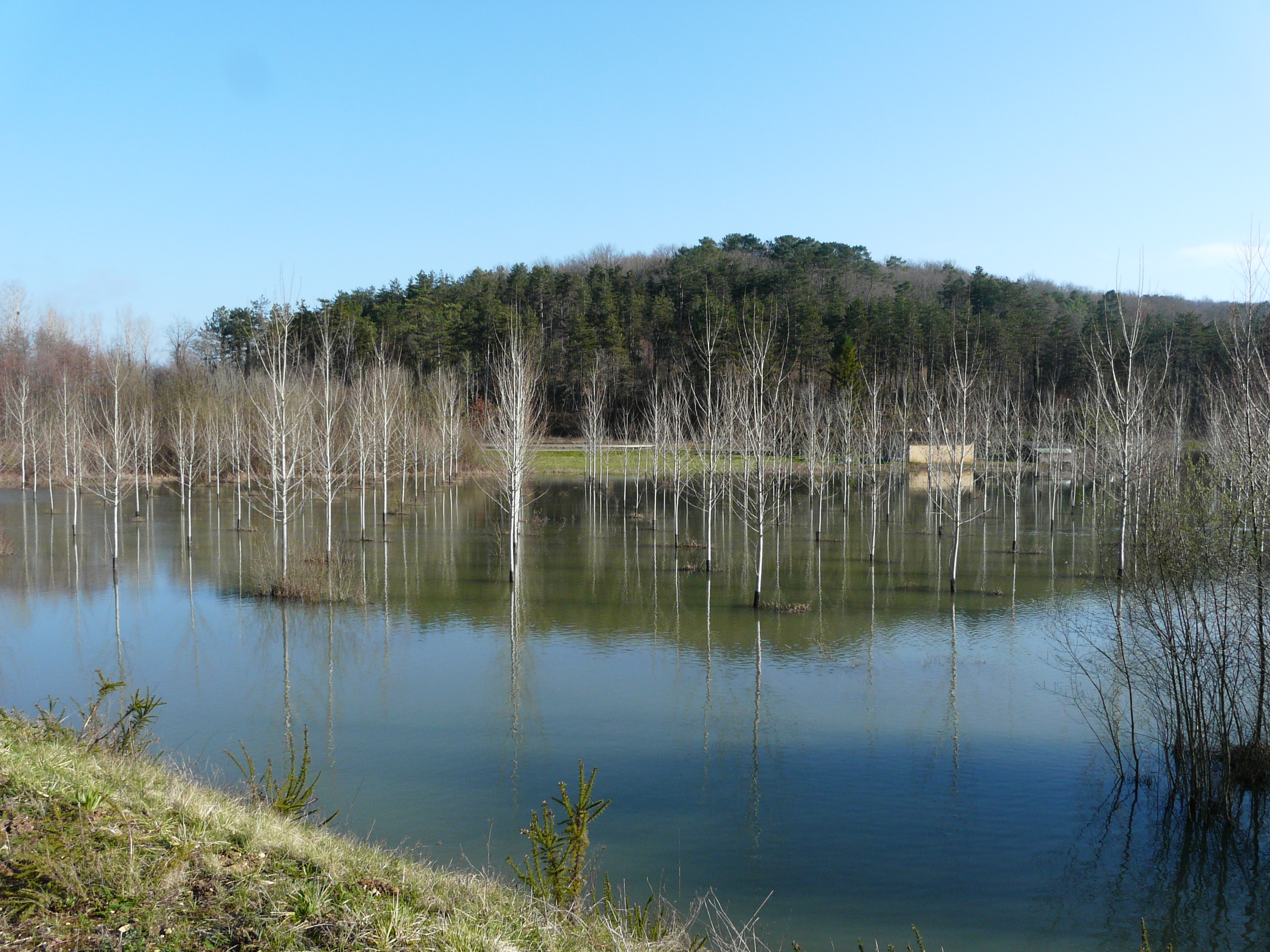
Le Caudeau en crue en amont de la RN 21 (contournement oriental de Bergerac), en mars 2016.
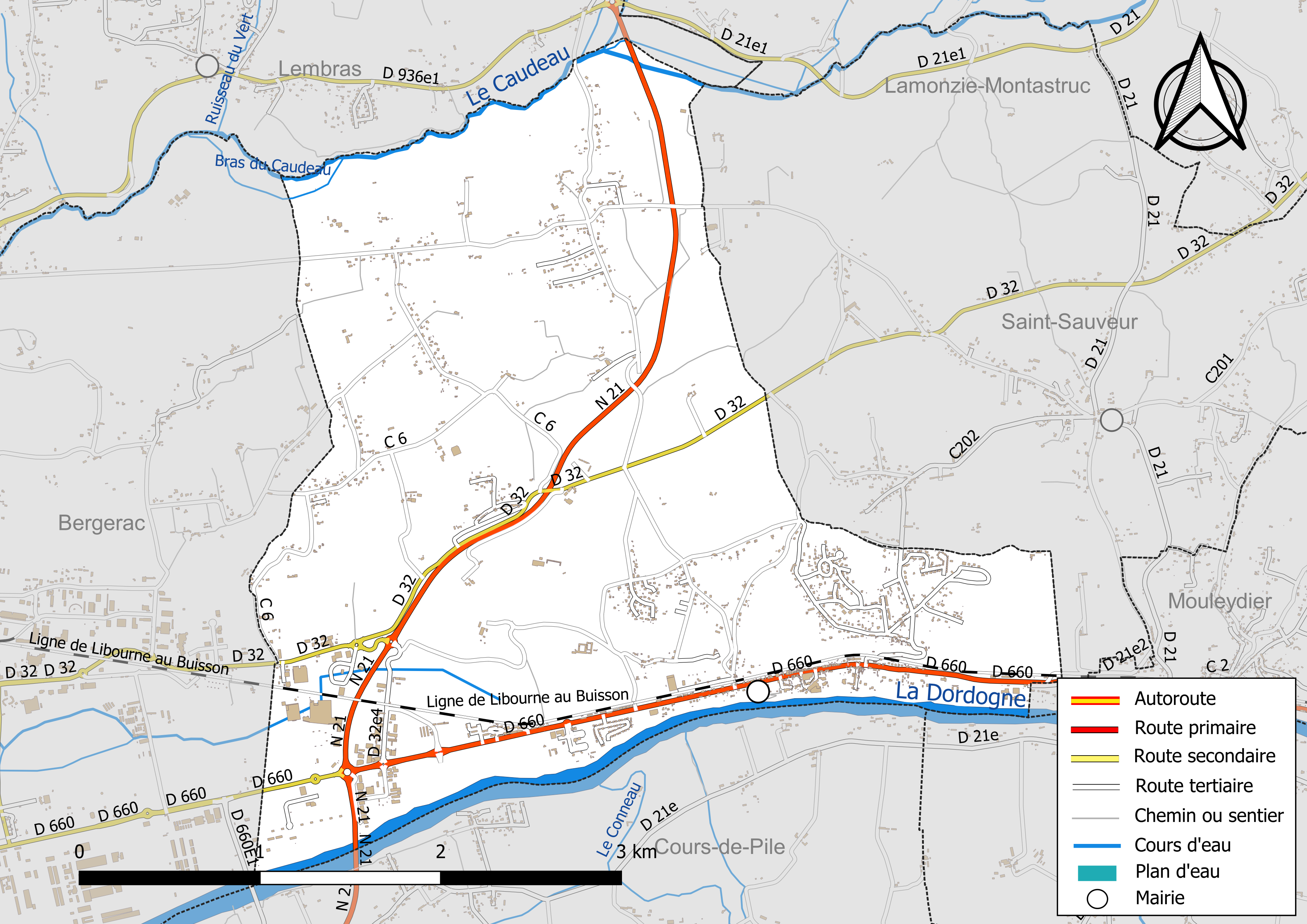
Réseaux hydrographique et routier de Creysse.

#### Gestion et qualité des eaux
Le territoire communal est couvert par le schéma d'aménagement et de gestion des eaux (SAGE) « Dordogne Atlantique ». Ce document de planification, dont le territoire correspond au sous‐bassin le plus aval du bassin versant de la Dordogne (aval de la confluence Dordogne - Vézère)., d'une superficie de 2 700 km2 est en cours d'élaboration. La structure porteuse de l'élaboration et de la mise en œuvre est l'établissement public territorial de bassin de la Dordogne (EPIDOR). Il définit sur son territoire les objectifs généraux d’utilisation, de mise en valeur et de protection quantitative et qualitative des ressources en eau superficielle et souterraine, en respect des objectifs de qualité définis dans le troisième SDAGE  du Bassin Adour-Garonne qui couvre la période 2022-2027, approuvé le 10 mars 2022.
La qualité des eaux de baignade et des cours d’eau peut être consultée sur un site dédié géré par les agences de l’eau et l’Agence française pour la biodiversité.

### Climat
Pour des articles plus généraux, voir Climat de la Nouvelle-Aquitaine et Climat de la Dordogne.
Historiquement, la commune est exposée à un climat océanique aquitain.  
En 2020, Météo-France publie une typologie des climats de la France métropolitaine dans laquelle la commune est dans une zone de transition entre le climat océanique et le climat océanique altéré et est dans la région climatique  Aquitaine, Gascogne, caractérisée par une pluviométrie abondante au printemps, modérée en automne, un faible ensoleillement au printemps, un été chaud (19,5 °C), des vents faibles, des brouillards fréquents en automne et en hiver et des orages fréquents en été (15 à 20 jours).
Pour la période 1971-2000, la température annuelle moyenne est de 12,9 °C, avec  une amplitude thermique annuelle de 15,3 °C. Le cumul annuel moyen de précipitations est de 827 mm, avec 11,7 jours de précipitations en janvier et 6,4 jours en juillet. Pour la période 1991-2020, la température moyenne annuelle observée sur la station météorologique la plus proche, située sur la commune de Bergerac à 6 km à vol d'oiseau, est de 13,2 °C et le cumul annuel moyen de précipitations est de 792,9 mm,. Pour l'avenir, les paramètres climatiques de la commune estimés pour 2050 selon différents scénarios d’émission de gaz à effet de serre sont consultables sur un site dédié publié par Météo-France en novembre 2022.

### Milieux naturels et biodiversité

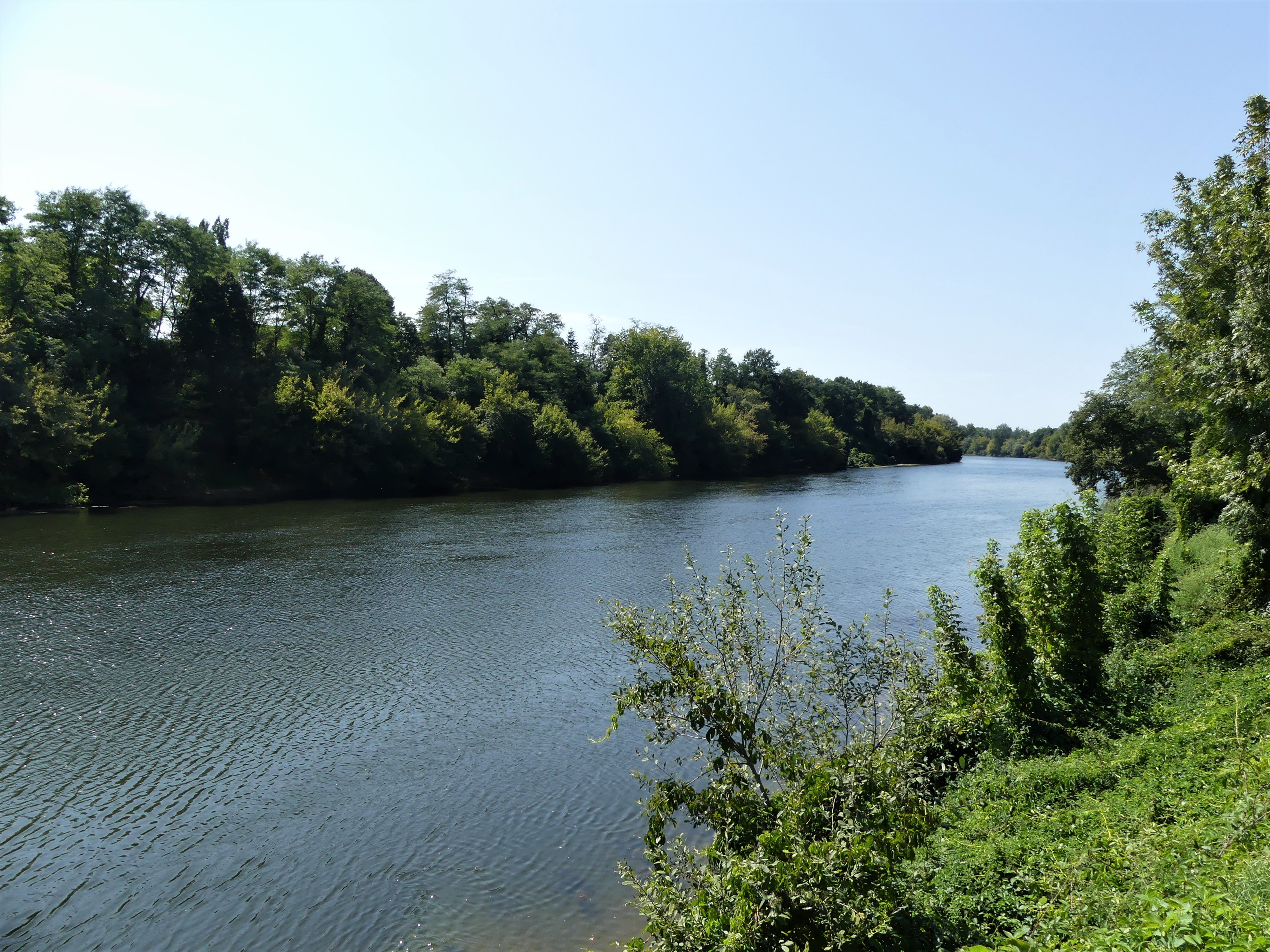
La Dordogne entre Cours-de-Pile à gauche et Creysse à droite.

#### Natura 2000
La Dordogne est un site du réseau Natura 2000 limité aux départements de la Dordogne et de la Gironde, et qui concerne les 104 communes riveraines de la Dordogne, dont Creysse,. Seize espèces animales et une espèce végétale inscrites à l'annexe II de la directive 92/43/CEE de l'Union européenne y ont été répertoriées.

#### ZNIEFF
Creysse fait partie des 102 communes concernées par la zone naturelle d'intérêt écologique, faunistique et floristique (ZNIEFF) de type II « La Dordogne »,, dans laquelle ont été répertoriées huit espèces animales déterminantes et cinquante-sept espèces végétales déterminantes, ainsi que quarante-trois autres espèces animales et trente-neuf autres espèces végétales.

## Urbanisme

### Typologie
Au 1er janvier 2024, Creysse est catégorisée commune rurale à habitat dispersé, selon la nouvelle grille communale de densité à 7 niveaux définie par l'Insee en 2022.
Elle appartient à l'unité urbaine de Bergerac, une agglomération inter-départementale dont elle est une commune de la banlieue,. Par ailleurs la commune fait partie de l'aire d'attraction de Bergerac, dont elle est une commune de la couronne,. Cette aire, qui regroupe 73 communes, est catégorisée dans les aires de 50 000 à moins de 200 000 habitants,.

### Occupation des sols
L'occupation des sols de la commune, telle qu'elle ressort de la base de données européenne d’occupation biophysique des sols Corine Land Cover (CLC), est marquée par l'importance des territoires agricoles (46,7 % en 2018), en diminution par rapport à 1990 (60,2 %). La répartition détaillée en 2018 est la suivante : 
forêts (25,8 %), zones agricoles hétérogènes (19,5 %), zones urbanisées (17,7 %), cultures permanentes (11,9 %), prairies (10,9 %), zones industrielles ou commerciales et réseaux de communication (6,6 %), terres arables (4,5 %), eaux continentales (3,2 %). L'évolution de l’occupation des sols de la commune et de ses infrastructures peut être observée sur les différentes représentations cartographiques du territoire : la carte de Cassini (XVIIIe siècle), la carte d'état-major (1820-1866) et les cartes ou photos aériennes de l'IGN pour la période actuelle (1950 à aujourd'hui).

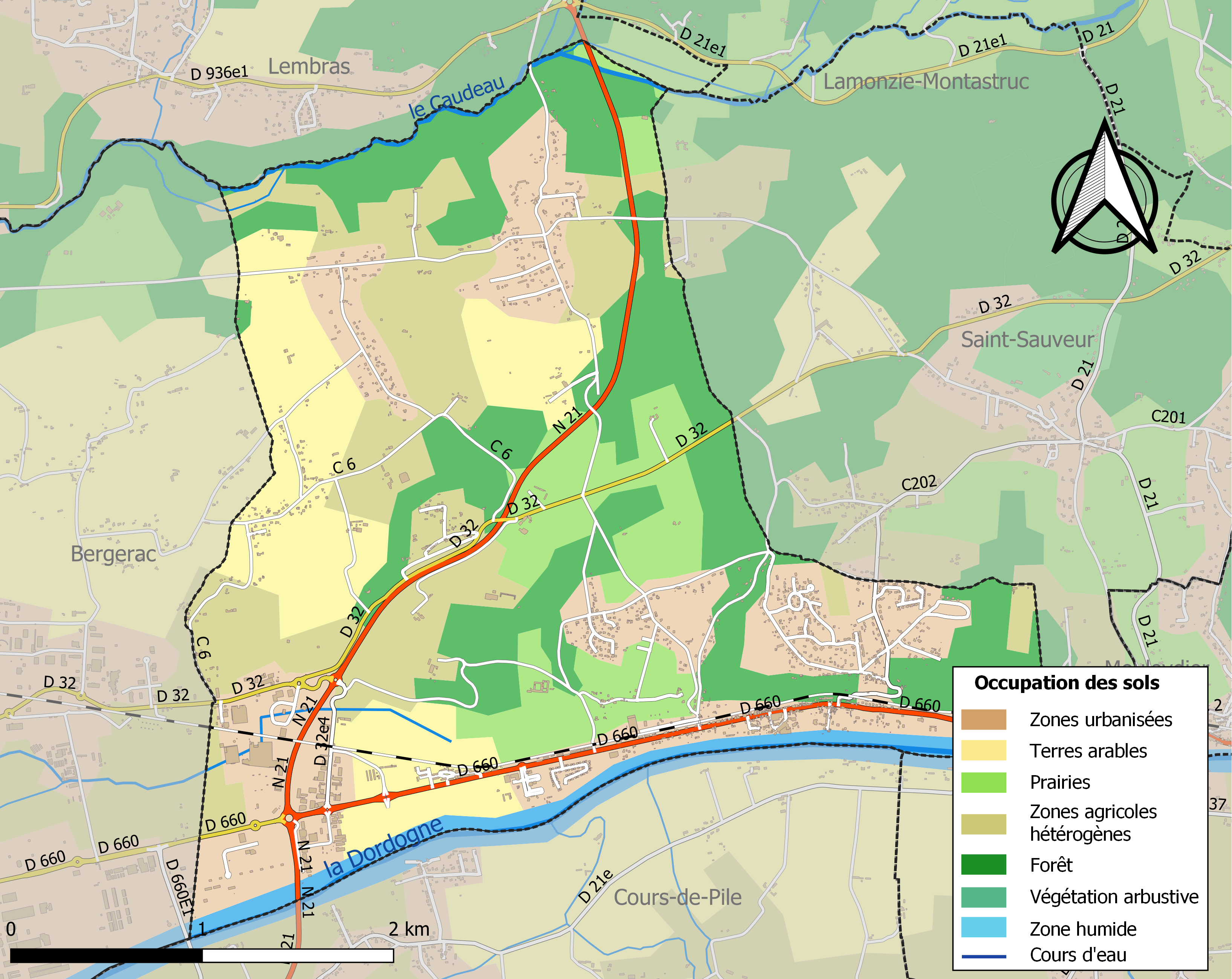
Carte des infrastructures et de l'occupation des sols de la commune en 2018 (CLC).

### Prévention des risques
Le territoire de la commune de Creysse est vulnérable à différents aléas naturels : météorologiques (tempête, orage, neige, grand froid, canicule ou sécheresse), inondations, feux de forêts, mouvements de terrains et séisme (sismicité très faible). Il est également exposé à deux risques technologiques, le transport de matières dangereuses et la rupture d'un barrage. Un site publié par le BRGM permet d'évaluer simplement et rapidement les risques d'un bien localisé soit par son adresse soit par le numéro de sa parcelle.

#### Risques naturels
La commune fait partie du territoire à risques importants d'inondation (TRI) de Bergerac, regroupant les 22 communes (15 en Dordogne et 7 en Gironde) concernées par un risque de débordement de la Dordogne, un des 18 TRI qui ont été arrêtés fin 2012 sur le bassin Adour-Garonne. Les événements significatifs antérieurs à 2014 sont la crue de 1843 (4 100 m3/s à Bergerac, la crue de référence historique de période de retour au moins centennale), les crues de 1912, 1944 et 1952 (période de retour de 50 ans) et les crues de 1982 et 1994 (période de retour de 20 ans). Des cartes des surfaces inondables ont été établies pour trois scénarios : fréquent (crue de temps de retour de 10 ans à 30 ans), moyen (temps de retour de 100 ans à 300 ans) et extrême (temps de retour de l'ordre de 1 000 ans, qui met en défaut tout système de protection). La commune a été reconnue en état de catastrophe naturelle au titre des dommages causés par les inondations et coulées de boue survenues en 1982, 1996 et 1999,. Le risque inondation est pris en compte dans l'aménagement du territoire de la commune par le biais du plan de prévention des risques inondation (PPRI) de la « Dordogne Centre », couvrant 20 communes et approuvé le 23 décembre 2008, pour les crues de la Dordogne, et le PPRI « vallée du Caudeau », couvrant 14 communes et approuvé le 11 septembre 2015,
Creysse est exposée au risque de feu de forêt. L’arrêté préfectoral du 14 mars 2013 fixe les conditions de pratique des incinérations et de brûlage dans un objectif de réduire le risque de départs d’incendie. À ce titre, des périodes sont déterminées : interdiction totale du 15 février au 15 mai et du 15 juin au 15 octobre, utilisation réglementée du 16 mai au 14 juin et du 16 octobre au 14 février. En septembre 2020, un plan inter-départemental de protection des forêts contre les incendies (PidPFCI) a été adopté pour la période 2019-2029,.

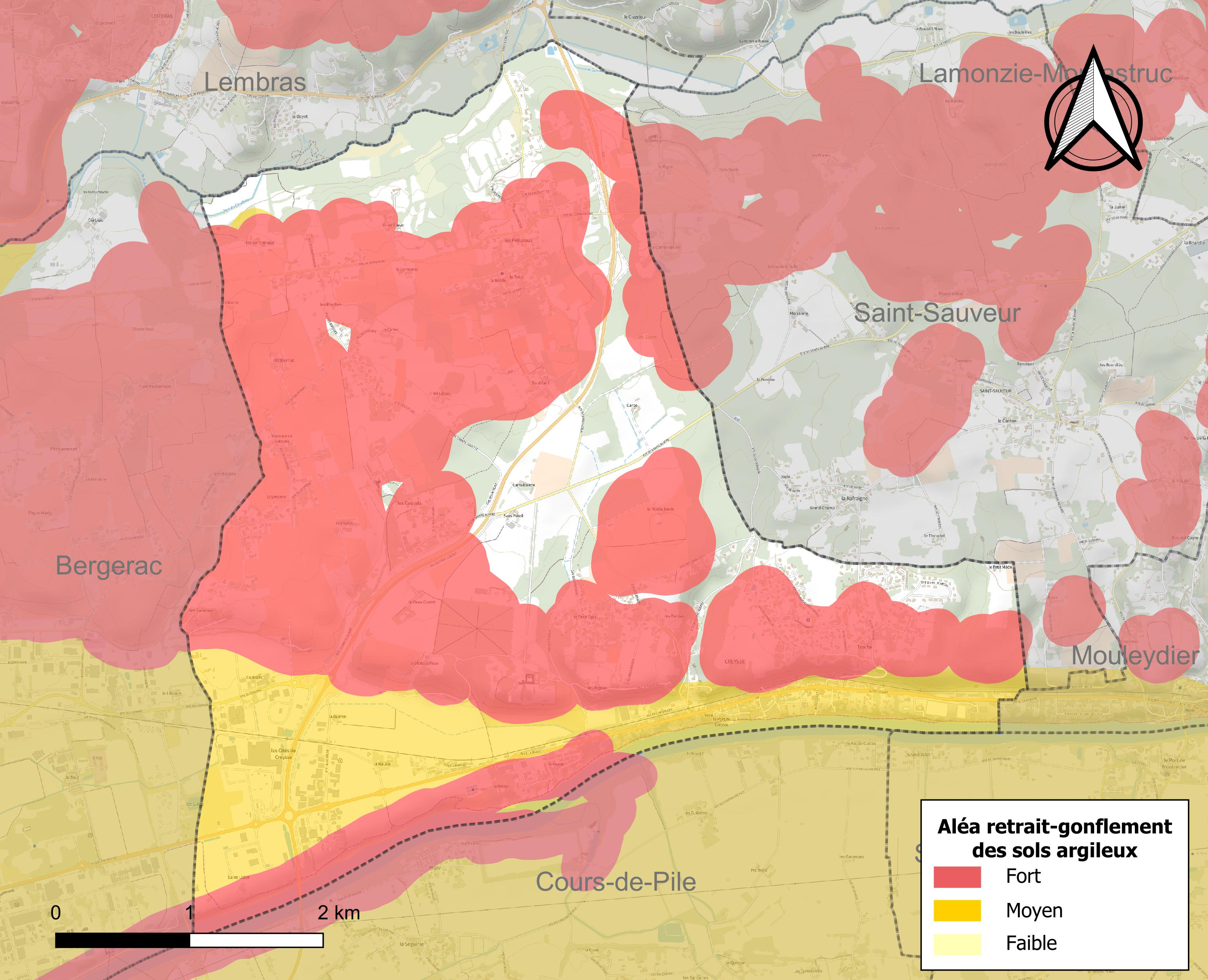
Carte des zones d'aléa retrait-gonflement des sols argileux de Creysse.

Les mouvements de terrains susceptibles de se produire sur la commune sont des tassements différentiels. Le retrait-gonflement des sols argileux est susceptible d'engendrer des dommages importants aux bâtiments en cas d’alternance de périodes de sécheresse et de pluie. 78,1 % de la superficie communale est en aléa moyen ou fort (58,6 % au niveau départemental et 48,5 % au niveau national métropolitain). Depuis le 1er octobre 2020, en application de la loi ÉLAN, différentes contraintes s'imposent aux vendeurs, maîtres d'ouvrages ou constructeurs de biens situés dans une zone classée en aléa moyen ou fort,.
La commune a été reconnue en état de catastrophe naturelle au titre des dommages causés par la sécheresse en 1989, 1991, 2005 et 2011 et par des mouvements de terrain en 1999.

#### Risque technologique
La commune est en outre située en aval du barrage de Bort-les-Orgues, un ouvrage de classe A situé dans le département de la Corrèze et faisant l'objet d'un PPI depuis 2009. À ce titre elle est susceptible d’être touchée par l’onde de submersion consécutive à la rupture de cet ouvrage.

## Toponymie
Le nom du lieu apparait simultanément sous deux formes différentes en l'an 1107 : Creysse et Croicha. La graphie évolue pour Crossia en 1197 dans la cartulaire de l'abbaye de La Sauve-Majeure, Crayscha dans un pouillé au XIIIe siècle puis Creyscha en 1382.
Sur la carte de Cassini représentant la France entre 1756 et 1789, le village est identifié sous le nom de Creisse.
En occitan, la commune porte le nom de Creissa.

## Histoire
De nombreux gisements préhistoriques ont été mis au jour sur le territoire communal, notamment significatifs d'une occupation humaine 
à l'Acheuléen (Barbas I), au Châtelperronien (site de plein-air de Canaule II), et au Solutréen (Grateloup). Un campement de chasseurs-cueilleurs datant du Paléolithique supérieur est mise au jour en 2024 sur le site des Rivelles.
Un prieuré dépendant de l'abbaye de La Sauve-Majeure est mentionné à Creysse.
En 1575, les Huguenots s'emparent des reliques de saint Front, les transportent au château de Tiregand puis les jettent dans la Dordogne.
L'église actuelle porte la date de 1741.
Au début de la Seconde Guerre mondiale, un camp de travailleurs a été construit à Creysse, de part et d'autre de la RD 660, entre la voie de chemin de fer et la Dordogne, près des fermes de la Nauve et de la Roque, pour remplacer les ouvriers français de la Poudrerie nationale de Bergerac appelés par l'armée. Près de 12 000 personnes sont employées par la Poudrerie nationale de Bergerac, comprenant des ouvriers de renforcement, des affectés spéciaux, des civils, des réfugiés d'Alsace-Lorraine, des femmes et des Indochinois. Le camp de Creysse comprend cinq lots répartis sur une longueur de 2 150 m et une largeur maximale de 625 m. Le lot 1 reçoit des réfugiés d'Alsace-Lorraine, le lot 2 est prévu pour les ouvriers de l'Armement, le lot 3 comprend 4 dortoirs, 9 bâtiments familiaux, 10 dortoirs transformés et un bâtiment pour la cuisine et un lavoir-douches. Les lots 4 et 5 ne comprennent que des dortoirs, 24 pour le lot 4 et 21 pour le lot 5, auxquels il faut ajouter des cuisines, des réfectoires, un magasin, une chapelle et un corps de garde. Les travailleurs indochinois, dits ouvriers non spécialisés (ONS), dépendent du service de la Main-d'œuvre indigène (MOI) du ministère du Travail. Ils sont regroupés en compagnies de 200 à 250 hommes,,.
À la fin de la Seconde Guerre mondiale, lors de leur retraite, les Allemands ont laissé sur place des milliers de Russes qu'ils avaient déportés ou faits prisonniers. De janvier à août 1945, un campement de Creysse, le « camp de Bikini », a accueilli 1 550 d'entre eux, avant leur retour en URSS.
En 1956, à la fin de la guerre d'Indochine, des milliers d'Indochinois sont  rapatriés en France, puis sont répartis dans plusieurs Camps d'accueil des rapatriés d'Indochine (CARI), devenus ensuite Camps d'accueil des Français d'Indochine (CAFI), dont un à Creysse.

## Politique et administration

### Rattachements administratifs et électoraux
Dès 1790, la commune de Creysse est rattachée au canton de Bergerac qui dépend du district de Bergerac jusqu'en 1795, date de suppression des districts. En 1801, le canton est rattaché à l'arrondissement de Bergerac. En 1973, ce canton est scindé en deux et Creysse est alors rattachée au canton de Bergerac-2.
Lors de l'importante réforme de 2014 définie par le décret du 21 février 2014 et supprimant la moitié des cantons du département, la commune reste attachée au même canton.

### Intercommunalité
En 2002, Creysse intègre dès sa création la communauté de communes des Trois Vallées du Bergeracois. Cette structure intercommunale fusionne avec deux autres pour former au 1er janvier 2013 la communauté d'agglomération bergeracoise. Celle-ci fusionne avec la communauté de communes des Coteaux de Sigoulès au 1er janvier 2017 pour former la nouvelle communauté d'agglomération bergeracoise.

### Administration municipale
La population de la commune étant comprise entre 1 500 et 2 499 habitants au recensement de 2017, dix-neuf conseillers municipaux ont été élus en 2020,.

### Liste des maires

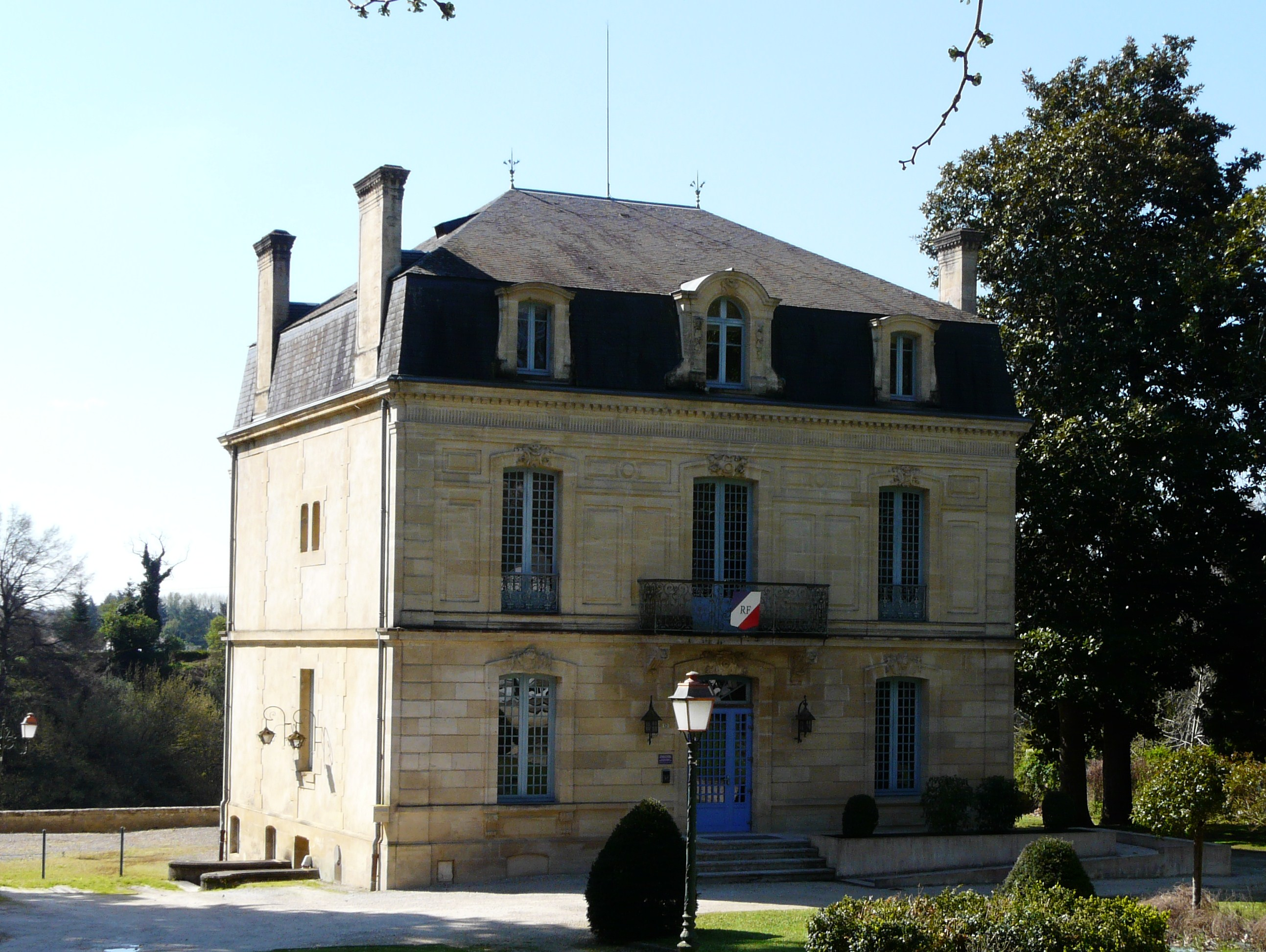
La mairie.

| Période                                  | Période   | Identité               | Étiquette | Qualité                                                                          |
| ---------------------------------------- | --------- | ---------------------- | --------- | -------------------------------------------------------------------------------- |
| Les données manquantes sont à compléter. |           |                        |           |                                                                                  |
|                                          |           |                        |           |                                                                                  |
| 1848                                     | 1865      | Daniel Pelain          |           |                                                                                  |
|                                          |           |                        |           |                                                                                  |
| 1977                                     | 2000      | Bernard Roger Delmarès | PS        |                                                                                  |
| mars 2001                                | mars 2008 | Jean Iragne            | PCF       |                                                                                  |
| mars 2008 (réélu en mai 2020)            | En cours  | Frédéric Delmarès      | PS        | Pisciculteur Président de la communauté d'agglomération bergeracoise depuis 2017 |

### Jumelages

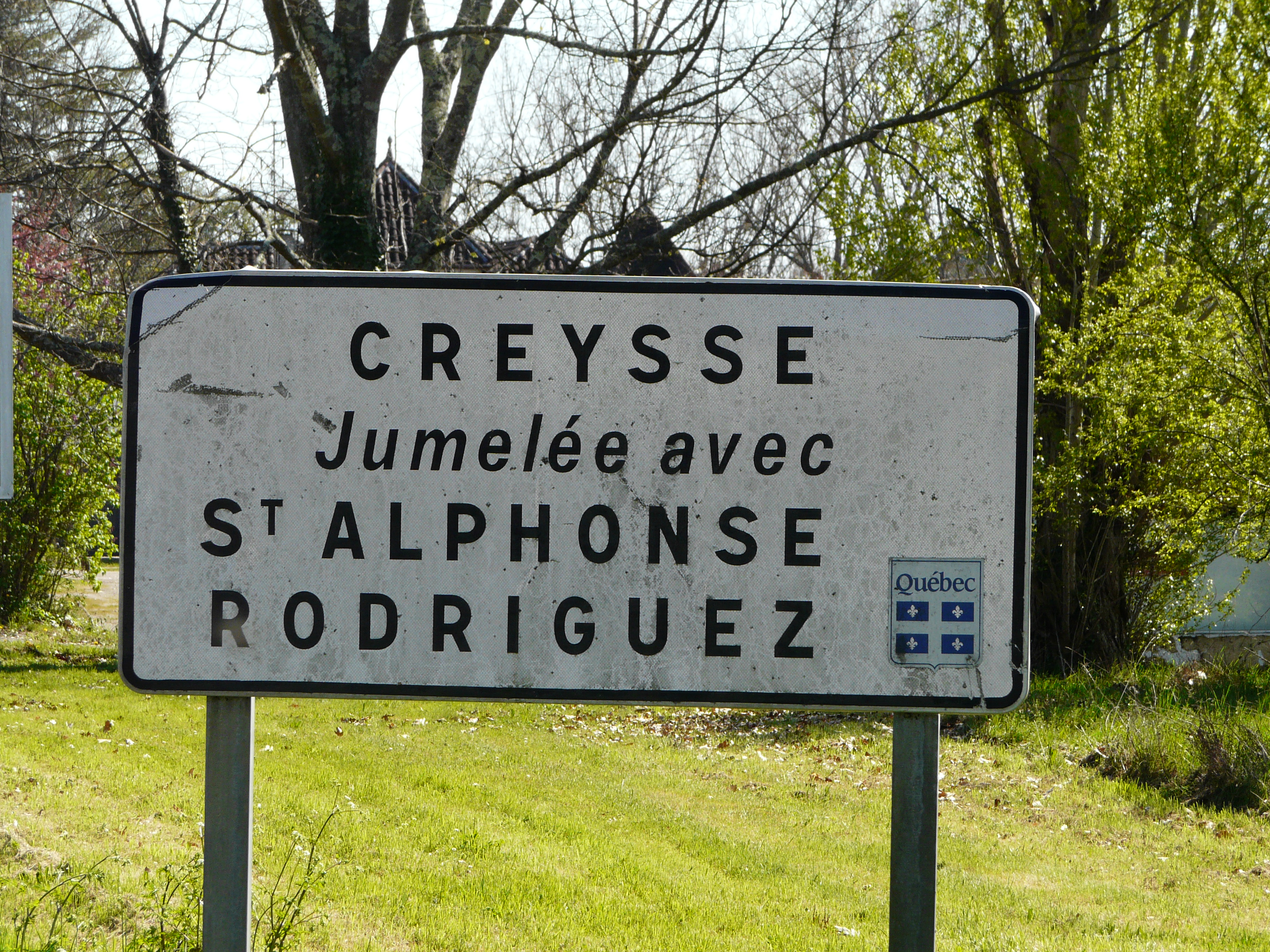
Panneau de jumelage.

- Saint-Alphonse-Rodriguez (Québec)

## Équipements et services publics

### Justice
Dans le domaine judiciaire, Creysse relève : 
- du tribunal judiciaire, du tribunal pour enfants, du conseil de prud'hommes et du tribunal de commerce de Bergerac ;
- du pôle Nationalité du tribunal judiciaire de Périgueux (compétent uniquement dans le domaine de la nationalité) ;
- de la cour d'appel, du tribunal administratif et de la  cour administrative d'appel de Bordeaux.

## Population et société

### Démographie
Les habitants de Creysse se nomment les Creyssois.
L'évolution du nombre d'habitants est connue à travers les recensements de la population effectués dans la commune depuis 1793. Pour les communes de moins de 10 000 habitants, une enquête de recensement portant sur toute la population est réalisée tous les cinq ans, les populations de référence des années intermédiaires étant quant à elles estimées par interpolation ou extrapolation. Pour la commune, le premier recensement exhaustif entrant dans le cadre du nouveau dispositif a été réalisé en 2005.

En 2022, la commune comptait 1 738 habitants, en évolution de −0,34 % par rapport à 2016 (Dordogne : +0,37 %, France hors Mayotte : +2,11 %).
| 1793 | 1800 | 1806 | 1821 | 1831 | 1836 | 1841 | 1846 | 1851 |
| ---- | ---- | ---- | ---- | ---- | ---- | ---- | ---- | ---- |
| 619  | 695  | 689  | 702  | 874  | 886  | 843  | 854  | 869  |

| 1856 | 1861 | 1866 | 1872 | 1876 | 1881 | 1886 | 1891 | 1896 |
| ---- | ---- | ---- | ---- | ---- | ---- | ---- | ---- | ---- |
| 873  | 845  | 838  | 749  | 778  | 973  | 940  | 895  | 826  |

| 1901 | 1906 | 1911 | 1921 | 1926 | 1931 | 1936 | 1946  | 1954  |
| ---- | ---- | ---- | ---- | ---- | ---- | ---- | ----- | ----- |
| 794  | 782  | 740  | 755  | 689  | 622  | 644  | 1 730 | 1 864 |

| 1962  | 1968  | 1975  | 1982  | 1990  | 1999  | 2005  | 2006  | 2010  |
| ----- | ----- | ----- | ----- | ----- | ----- | ----- | ----- | ----- |
| 2 147 | 2 171 | 1 797 | 1 897 | 2 336 | 2 260 | 1 881 | 1 850 | 1 854 |

| 2015  | 2020  | 2022  | - | - | - | - | - | - |
| ----- | ----- | ----- | - | - | - | - | - | - |
| 1 756 | 1 751 | 1 738 | - | - | - | - | - | - |

### Manifestations culturelles et festivités
- Début mai, le festival Atout chœurs propose plusieurs concerts dans différents styles musicaux sur Bergerac et Creysse (11e édition en 2024)[84].
- Creyss'tival, fête locale sur un week-end début septembre (10e édition en 2023)[85].

### Sports
Sur un week-end en janvier, le Trail de Pécharmant propose des courses à pied sur plusieurs distances ainsi qu'un canicross et un « canitrail » (18e édition en 2025).

## Économie

### AOC
La commune de Creysse est l'une des quatre communes (avec Bergerac, Lembras et Saint-Sauveur) où est cultivé le vignoble qui produit l'AOC pécharmant.

### Emploi
En 2015, parmi la population communale comprise entre 15 et 64 ans, les actifs représentent 791 personnes, soit 45,0 % de la population municipale. Le nombre de chômeurs (134) a augmenté par rapport à 2010 (115) et le taux de chômage de cette population active s'établit à 16,9 %.

### Établissements
Au 31 décembre 2015, la commune compte 306 établissements, dont 202 au niveau des commerces, transports ou services, trente-huit dans la construction, trente-deux relatifs au secteur administratif, à l'enseignement, à la santé ou à l'action sociale, vingt-cinq dans l'industrie, et neuf dans l'agriculture, la sylviculture ou la pêche.

### Entreprises
Dans le secteur du BTP, parmi les entreprises dont le siège social est en Dordogne, la société « MVJP » (travaux d'isolation) située à Creysse se classe en 32e position quant au chiffre d'affaires hors taxes en 2015-2016, avec 3 606 k€.
Un hypermarché est installé depuis 2009, ce qui dynamise la commune et amène beaucoup d'entrepreneurs[réf. nécessaire].

## Culture locale et patrimoine

### Lieux et monuments
- Château de Tiregand et son domaine, XVIIIe et XIXe siècles, inscrit au titre des monuments historiques en 2002[92], propriété privée visitable.
- Château du Roc et son pigeonnier.
- Église Notre-Dame-de-la-Nativité[65].

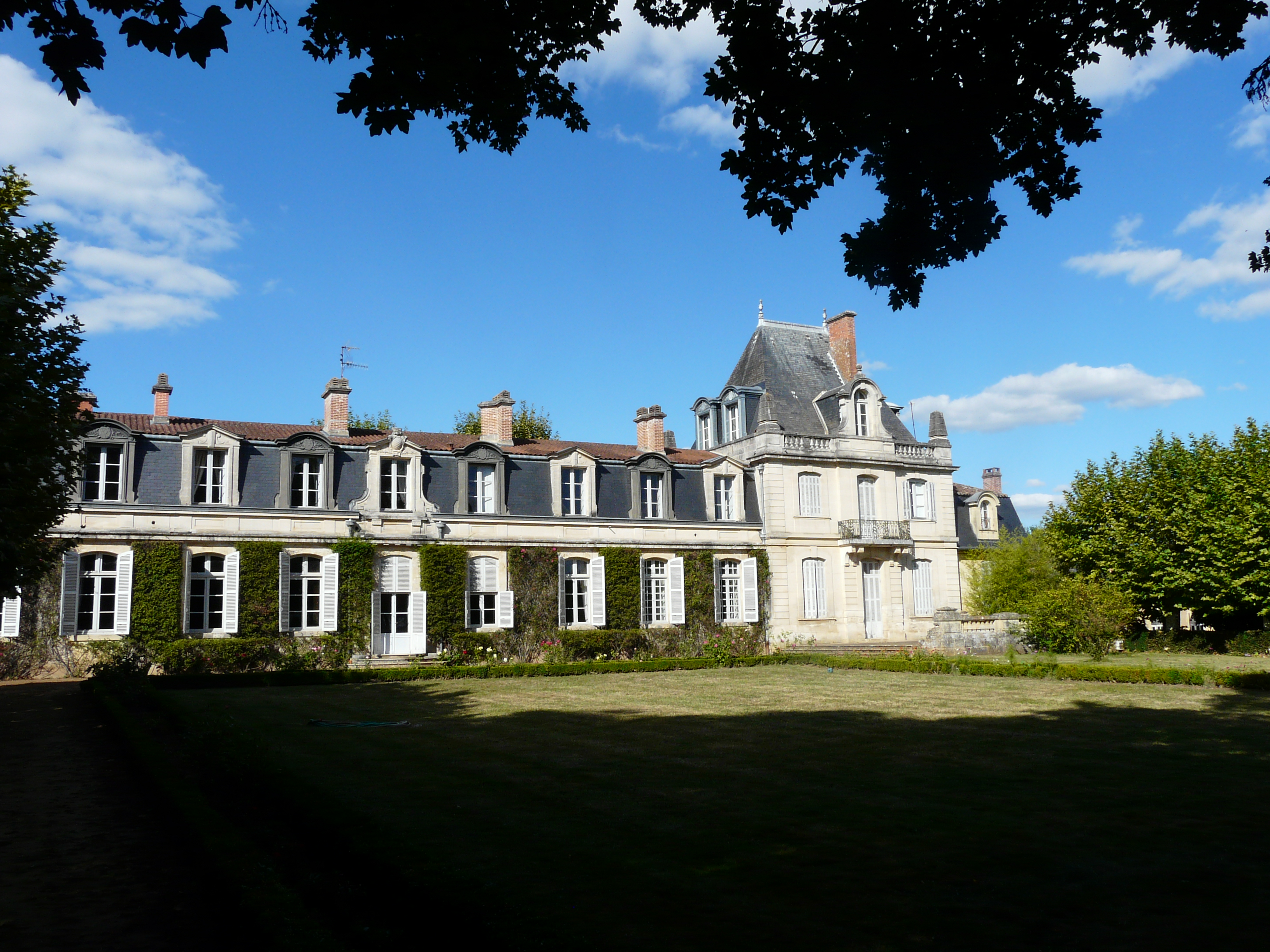
L'aile orientale du château de Tiregand.
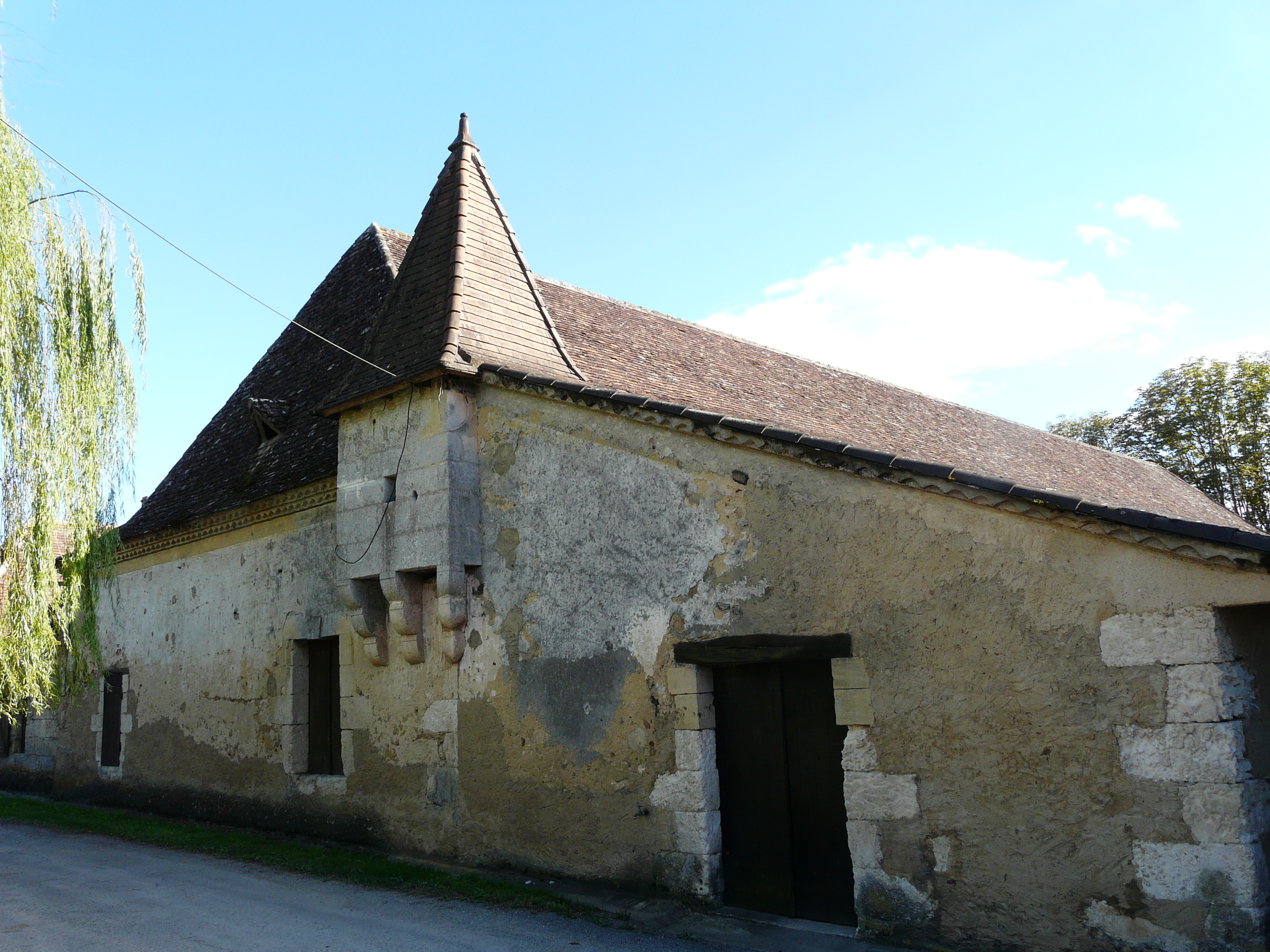
Le vieux Castel, actuel chai du domaine de Tiregand.
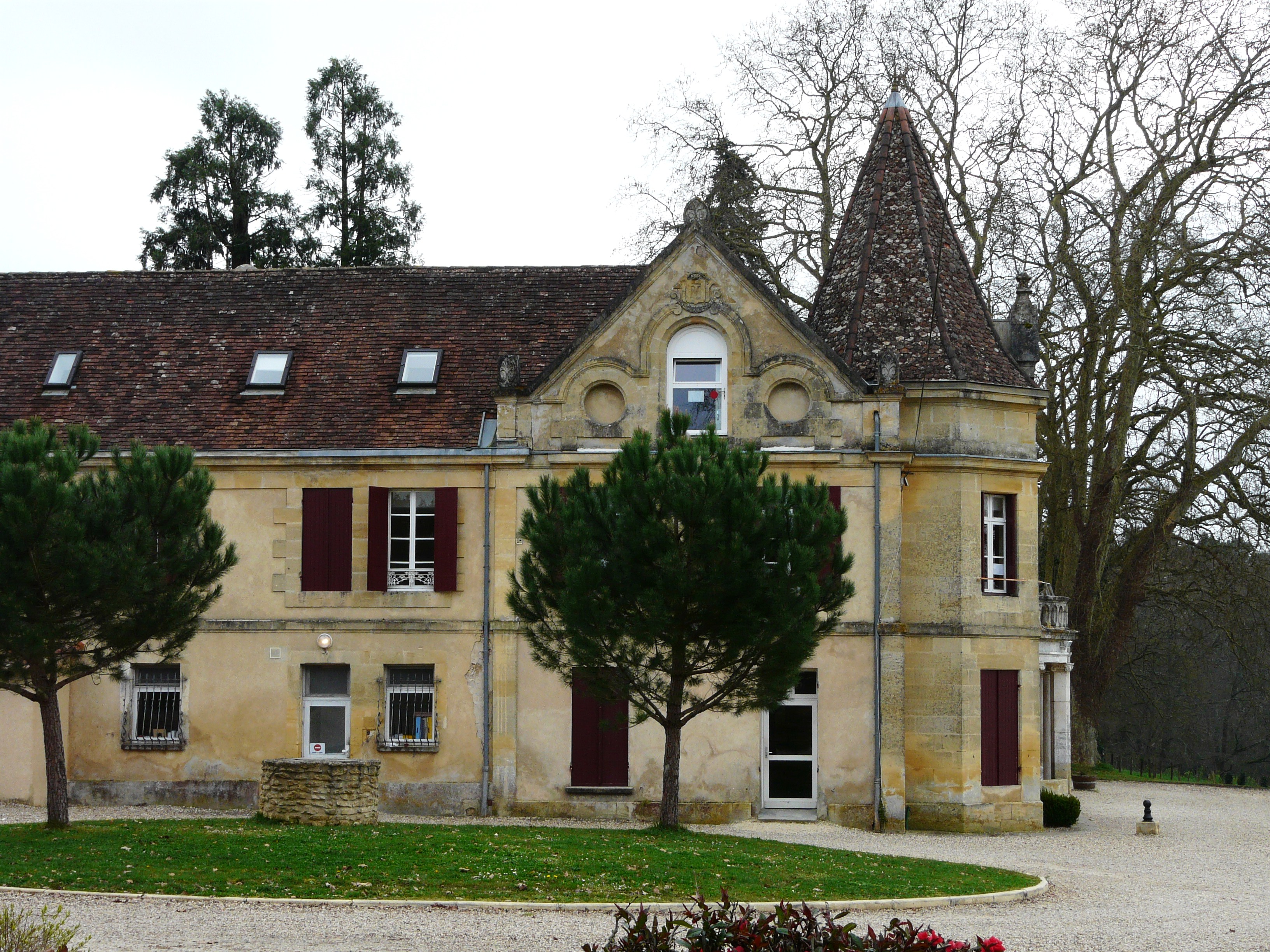
Le château du Roc.
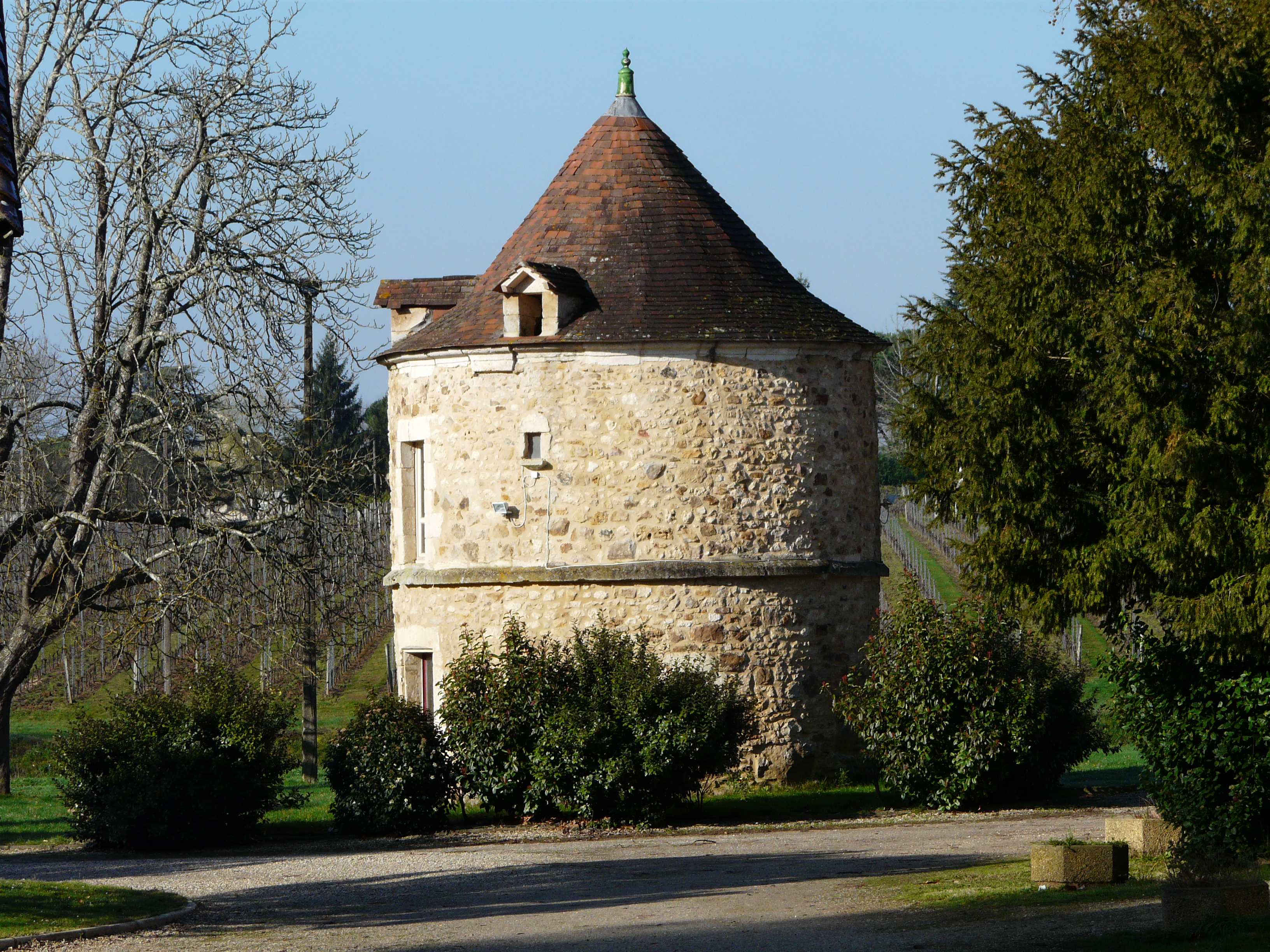
Le pigeonnier du château du Roc.
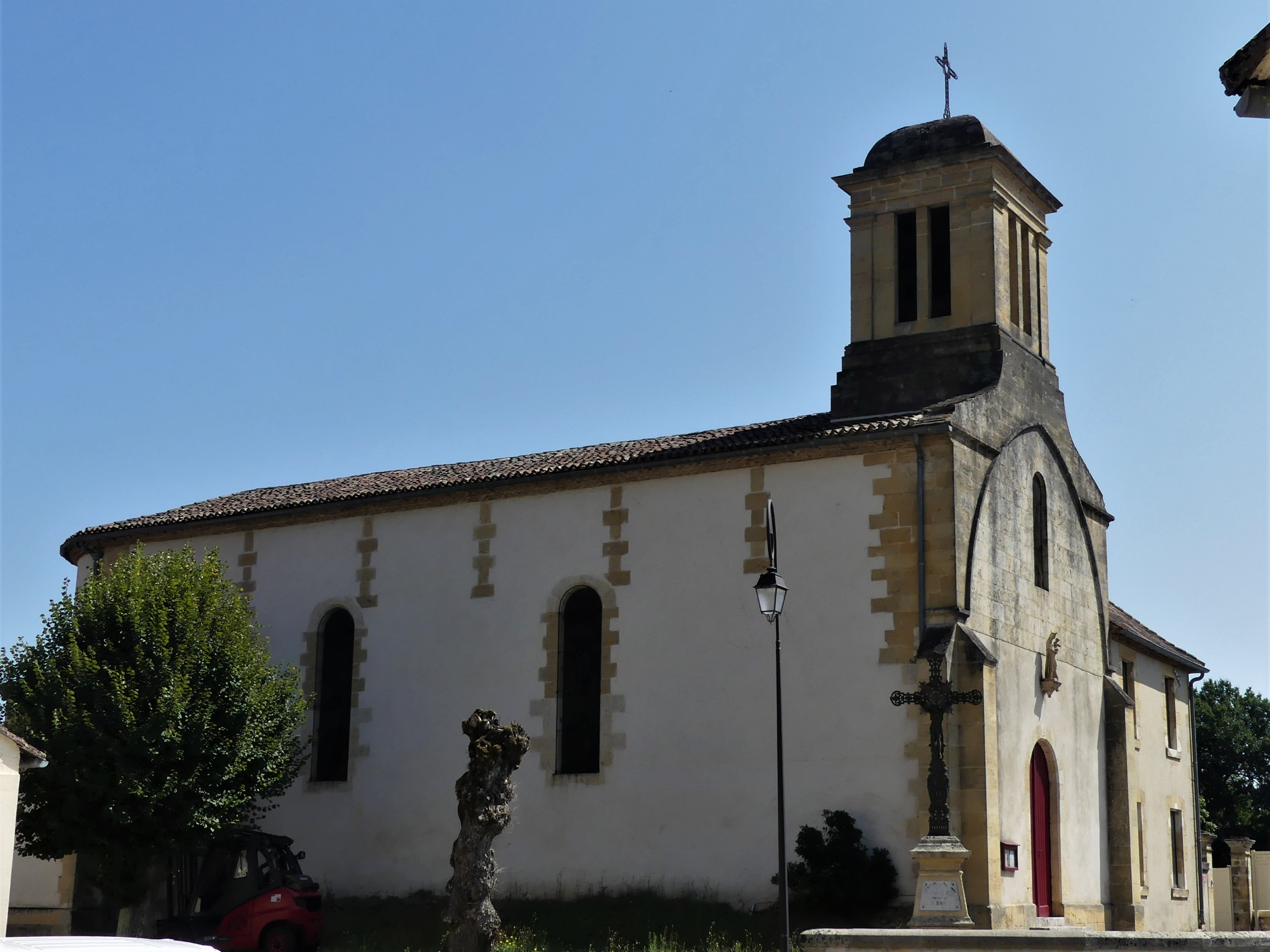
L'église Notre-Dame-de-la-Nativité.

## Pour approfondir